# بوهدان ایمونت
بوهدان اِیمونت (لهستانی: Bohdan Ejmont؛ ‏ ۱۸ ژانویهٔ ۱۹۲۸ – ۲۸ فوریهٔ ۲۰۱۰) بازیگر اهل لهستان بود.
از فیلم‌ها یا برنامه‌های تلویزیونی که وی در آن نقش داشته‌است، می‌توان به سرنوشت‌های لهستانی، قمار فوتبال، پرونده خلبان مارشا، چهل‌ساله، اجاره‌نشین‌ها، خیابان فرعی ۴، بخت کور، زخم، همه‌چیز برای فروش، اروپا اروپا، سایه و سه گام روی زمین اشاره کرد.
وی همچنین برندهٔ جوایزی همچون نشان افتخار تولد لهستان، نشان چهلمین سالگرد خلق لهستان، صلیب شایستگی شده‌است.